# 贝吕
贝吕（法語：Berru，法語發音：[beʁy]）是法国马恩省的一个市镇，属于兰斯区。

## 地理
贝吕（49°16'19"N, 4°9'6"E）面积13.65 平方千米，位于法国大東部大區马恩省，该省份为法国东北部内陆省份，北起阿登省，西北接埃纳省，西南接塞纳-马恩省，南至奥布省，东南接上马恩省，东临默兹省。
与贝吕接壤的市镇（或旧市镇、城区）包括：科雷勒、贝讷-诺鲁瓦、塞尔奈莱兰斯、埃普瓦、拉瓦讷、诺让拉贝斯、维特里莱兰斯。

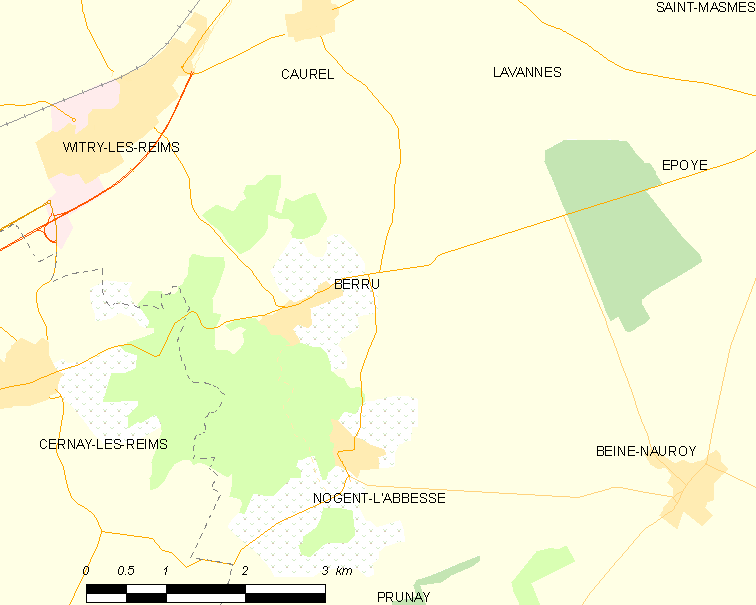
贝吕的OSM定位图

贝吕的时区为UTC+01:00、UTC+02:00（夏令时）。

## 行政
贝吕的邮政编码为51420，INSEE市镇编码为51052。

## 政治
贝吕所属的省级选区为勃艮第-弗雷讷县。

## 人口

1962-2008年间贝吕人口变化图示

贝吕于2022年1月1日时的人口数量为618人。